# Трушкув
Трушкув (пол. Truszków) — село в Польщі, у гміні Ополе-Любельське Опольського повіту Люблінського воєводства.
Населення — 112 осіб (2011).

## Демографія
Демографічна структура станом на 31 березня 2011 року:
|          | Загалом | Допрацездатний вік | Працездатний вік | Постпрацездатний вік |
| -------- | ------- | ------------------ | ---------------- | -------------------- |
| Чоловіки | 58      | 13                 | 38               | 7                    |
| Жінки    | 54      | 11                 | 27               | 16                   |
| Разом    | 112     | 24                 | 65               | 23                   |